# AIX コネクト
AIX コネクト (AIX Connect) は、かつて存在したインドの格安航空会社である。2022年12月までは、エアアジア・インディア (AirAsia India) として運航していた。

## 概要
2013年3月18日に、マレーシアの「エアアジア」と、インドのコングロマリット「タタ・グループ」の出資により設立された。
そして、2014年6月12日より運航を開始した。また、就航から最短8ヶ月で黒字化させる見通しである。2017年では国内シェア6位で4.1%に止まっている。
2022年11月、タタ・グループ傘下となったエア・インディアにより買収されると報道された。12月、AIX Connect と名称を変更し、エア・インディア・エクスプレスと統合することとなった。
2024年10月1日、AIX コネクトとエア・インディア・エクスプレスの合併が完了したと発表した。

## 就航都市
| エアアジア・インディア 就航都市 (2018年8月現在) | エアアジア・インディア 就航都市 (2018年8月現在) | エアアジア・インディア 就航都市 (2018年8月現在)       | エアアジア・インディア 就航都市 (2018年8月現在) |
| ----------------------------------------------- | ----------------------------------------------- | ----------------------------------------------------- | ----------------------------------------------- |
| 州・国名                                        | 都市                                            | 空港名                                                | 特記                                            |
| インド 国内線                                   |                                                 |                                                       |                                                 |
| デリー首都圏                                    | デリー                                          | インディラ・ガンディー国際空港                        | ハブ空港                                        |
| アーンドラ・プラデーシュ州                      | ヴィシャーカパトナム                            | ヴィシャーカパトナム空港                              | —                                               |
| アッサム州                                      | グワーハーティー                                | ロクプリヤ・ ゴピナート・ボルドロイ国際空港           | —                                               |
| チャンディーガル連邦直轄領                      | チャンディーガル                                | チャンディーガル空港                                  | —                                               |
| ゴア州                                          | ゴア                                            | ダボリム空港                                          | —                                               |
| グジャラート州                                  | スーラト                                        | スーラト空港                                          | —                                               |
| ジャンムー・カシミール州                        | シュリーナガル                                  | シュリーナガル空港                                    | —                                               |
| ジャールカンド州                                | ラーンチー                                      | ブリサムンダ空港                                      | —                                               |
| カルナータカ州                                  | ベンガルール                                    | ケンペゴウダ国際空港                                  | —                                               |
| ケーララ州                                      | コーチ                                          | コーチ国際空港                                        | —                                               |
| マディヤ・プラデーシュ州                        | インドール                                      | デーヴィー・アヒリヤー・バーイー・ホールカル空港      | —                                               |
| マハーラーシュトラ州                            | ナーグプル                                      | ドクター・バーバー・サーハブ・ アンベードカル国際空港 | —                                               |
| マハーラーシュトラ州                            | プネー                                          | プネー国際空港                                        | —                                               |
| マニプル州                                      | インパール                                      | インパール国際空港                                    | —                                               |
| オリッサ州                                      | ブヴァネーシュヴァル                            | ビジュー・パトナイク国際空港                          | —                                               |
| パンジャーブ州                                  | アムリトサル                                    | シュリー・グル・ラーム・ダース・ジー国際空港          | —                                               |
| ラージャスターン州                              | ジャイプール                                    | ジャイプール国際空港                                  | —                                               |
| タミル・ナードゥ州                              | チェンナイ                                      | チェンナイ国際空港                                    | —                                               |
| テランガーナ州                                  | ハイデラバード                                  | ラジーヴ・ガンディー国際空港                          | —                                               |
| 西ベンガル州                                    | シリグリ（バグドグラ）                          | バグドグラ空港                                        | —                                               |
| 西ベンガル州                                    | コルカタ                                        | ネータージー・スバース・チャンドラ・ボース国際空港    | —                                               |
| 国内線21都市                                    |                                                 |                                                       |                                                 |

## 保有機材

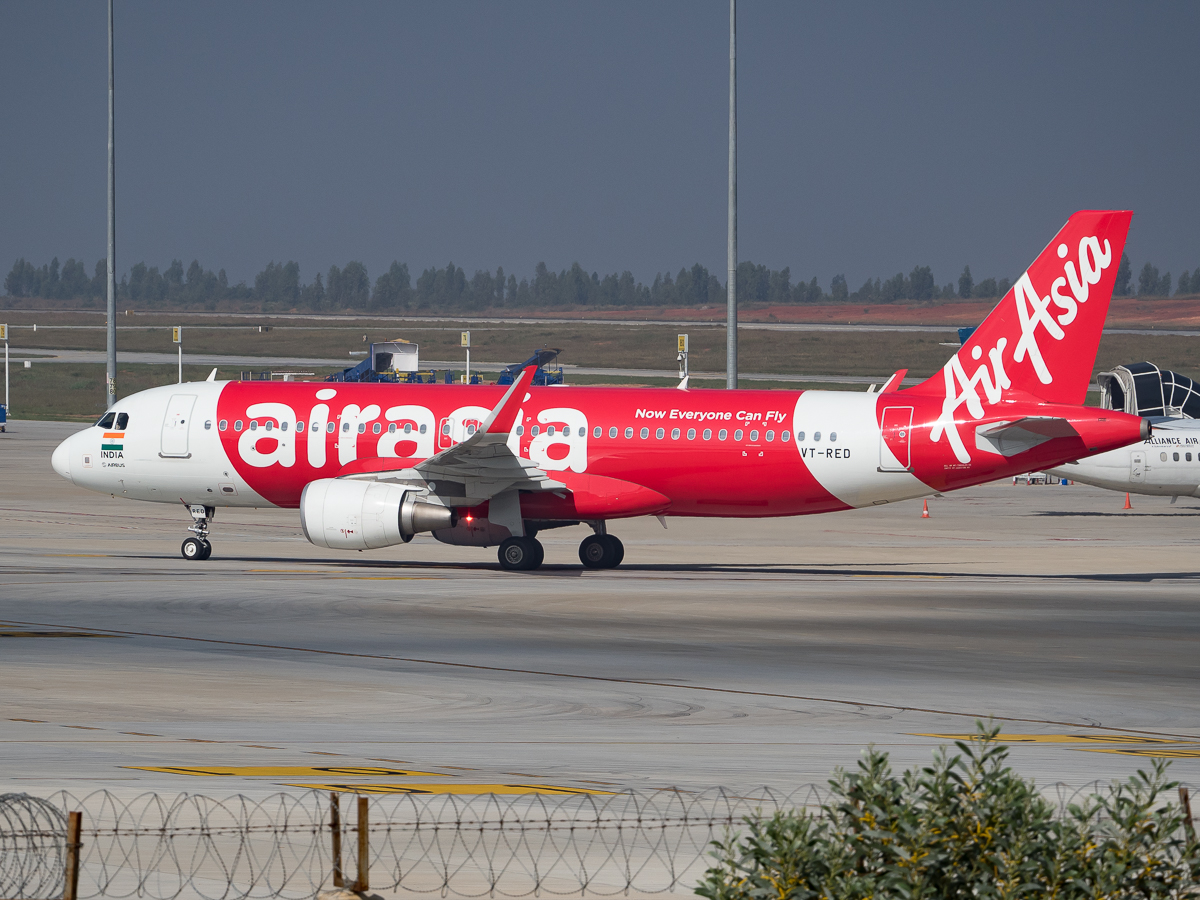
エアバス A320-200

- エアバスA320-200：28機（180席）
- エアバスA320neo：4機

2021年8月現在